# 楊瑞世家族
楊瑞世家族奠基者楊玉田生於廣州，後到香港謀生，兒子楊瑞世移民紐西蘭定居，孫楊俊達也在紐西蘭出生，但選擇回香港發展，在油麻地小輪公司任職長達29年，是該公司的董事及經理。另一孫楊俊成（James Lawrence Youngsaye）則在拔萃男書院任教近四十年，為知名木球手、植物學者。楊俊達女楊展翹亦在油麻地小輪公司任職多年，及参與多項公職及議會工作。
楊瑞世的後裔多採用Young或Youngsaye為英文姓氏。

## 家族成員
- 楊玉田（John Yuk Tin Young）
  - Bor Young
  - Sui Hei Young
  - 楊瑞世（Sui-saye Young，Youngsaye）＝Man-yin Cho
    - 楊俊達（Tsun Dart Young，Albert Vivian Youngsaye）＝黎勇薇（Ann Yung Mei Lai）[1]
      - 楊展翹（Grace Irene Tsin Kiu Young）＝何鴻鑾（Eric Peter Ho）
        - Albert Victor Ho
        - 何頌德（Doris Anne Ho）＝Jamieson
          - 有三子女

        - David Ronald Ho

      - 楊卓銘
      - 楊卓耀
      - 楊展文
      - 楊展慧

    - 楊俊成（James Lawrence Youngsaye）＝Suet Ching Chan
      - Ken Youngsaye
        - 另有二子女

      - 另有二子女

    - Ivy Youngsaye＝余氏
      - 有二子女

  - 另有二子女

## 註腳
1. ↑  〈黎勇薇訃聞〉，《華僑日報》第二張第三頁，1980年12月20日。